# 흐리스토 마르코프
흐리스토 간체프 마르코프(불가리아어: Христо Ганчев Марков, 1965년 1월 27일~)는 불가리아의 육상 선수로 1988년 하계 올림픽에서 세단뛰기 종목 금메달을 획득하였다.

## 경력
디미트로브그라드 출신으로 1983년에 불가리아 세단뛰기 국가대표 선수가 되었다. 그 해 3월에 헝가리 부다페스트에서 열린 1983년 유럽 실내 선수권 대회에 참가하여 16.06m의 기록으로 7위에 올랐으며  8월에 핀란드 헬싱키에서 열린 1983년 세계 선수권 대회에 참가하여 예선 6위로 대회를 마쳤다. 이후 오스트리아의 슈베하트에서 열린 1983년 유럽 주니어 선수권 대회에서 우승을 차지했다.
1988년 3월 부다페스트에서 열린 1988년 유럽 실내 선수권 대회에서 17.19m의 기록으로 4위에 올랐다. 같은 해 9월에는 대한민국 서울에서 열린 1988년 하계 올림픽에 참가하였으며, 예선 2차 시기에 16.91m를 기록하면서 4위로 결승에 올랐다. 결승에서는 소련의 알렉산드르 코발렌코가 1차 시기에 17.42m를 기록하면서 올림픽 신기록을 세웠으나 본인은 1차 시기에 17.61m를 기록하면서 코발렌코의 기록을 갱신하면서 새로운 올림픽 기록을 세웠다. 해당 대회에서 아무도 그 기록을 깨지 못했고 6차 시기에 17.52m를 기록한 소련의 이고리 랍신과 코발렌코를 제치고 금메달을 획득하게 되었다. 그는 불가리아 남자 육상 선수 중 유일하게 올림픽 금메달을 획득한 인물이기도 하다. 
은퇴 후에는 지도자가 되었으며 1997년부터 2008년까지 2000년 하계 올림픽 여자 세단뛰기 금메달을 획득한 테레자 마리노바의 코치로 활동했다.